# Książki
Książki (deutsch Hohenkirch, vor 1878 Ksionsken) ist ein Dorf im Powiat Wąbrzeski der Woiwodschaft Kujawien-Pommern in Polen. Es ist Sitz der gleichnamigen Landgemeinde.

## Lage
Das Dorf liegt im historischen Kulmerland, im ehemaligen Westpreußen. Die Stadt Toruń (Thorn) liegt etwa 50 Kilometer südwestlich.

## Geschichte

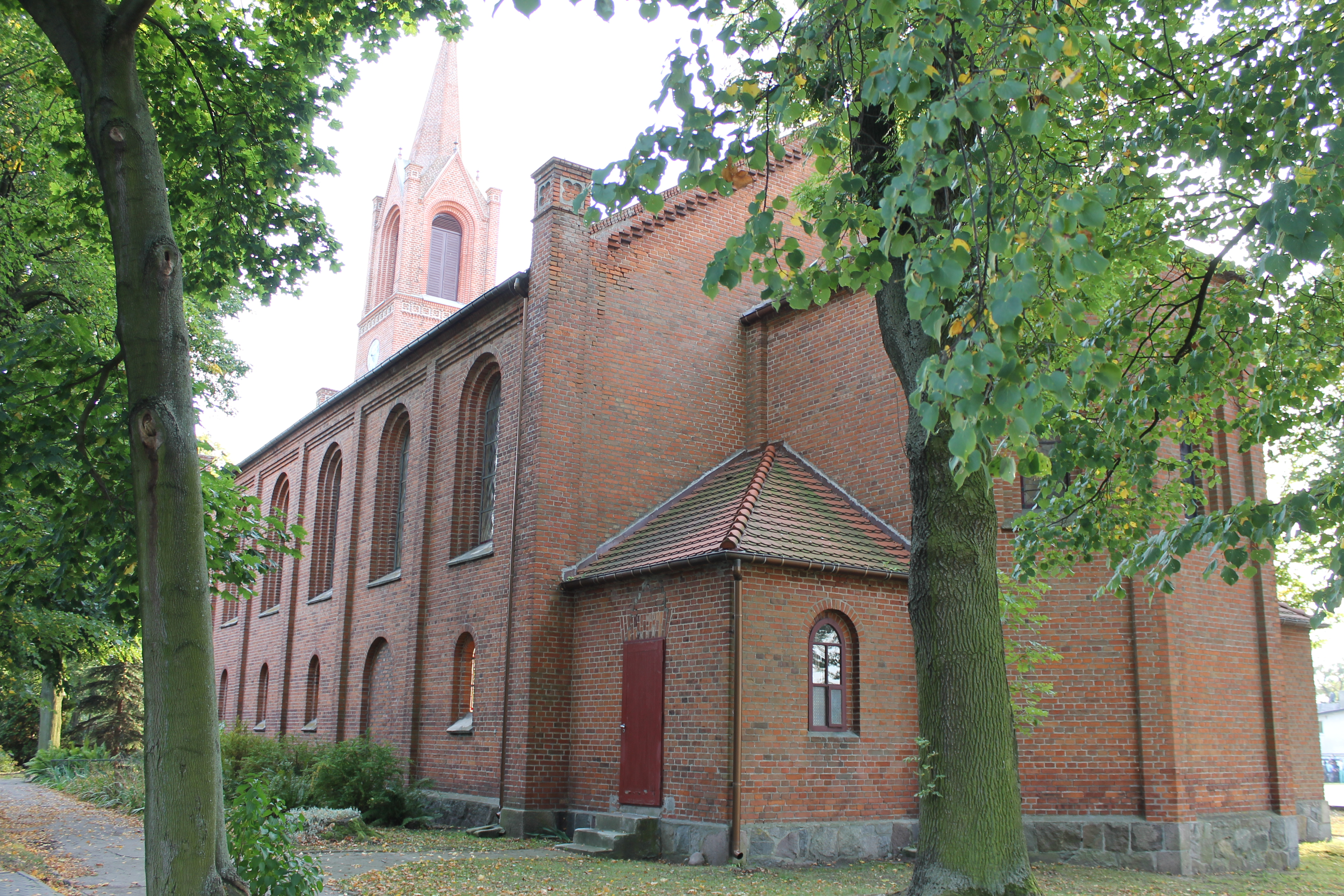
Dorfkirche (bis 1945 evangelisch)

Die erste urkundliche Erwähnung des seinerzeit Ksionsken genannten Dorfs  stammt vom 24. Juli 1638. Damals siedelte die Starostin von Strasburg (Brodnica), Anna Katarzyna Konstancja, 51 Familien aus  Holland, Dänemark und Norddeutschland im Dorf an. Sie gesellten sich zu den acht bereits 1635 aus Schlesien angesiedelten Familien. Die Siedler erhielten Ländereien nach dem sog. „Holländerrecht“. Dieses sicherte ihnen wirtschaftliche Vorteile, langjähriges oder zeitlich unbegrenztes Bodenrecht, Befreiung vom Frondienst, Religionsfreiheit und Befreiung vom Zehnten. Zu diesem Zeitpunkt gehörte die Region um Strasburg zum autonomen, unter der Schirmherrschaft Polen-Litauens stehenden Preußen Königlichen Anteils.
Durch die Erste Teilung Polen-Litauens 1772 wurde das westliche Preußen mit der Region um Strasburg  unter Friedrich II. von Preußen mit dem östlichen Teil des Königreichs Preußen in dem Maße wiedervereinigt, wie diese Teile zur Zeit des Deutschordensstaats miteinander verbunden gewesen waren.
Am 1. Oktober 1887 wurde die Gemeinde Ksionsken aus dem Kreis Strasburg in Westpreußen herausgelöst und unter dem neuen Namen Hohenkirch in den neuen Kreis Briesen eingegliedert.
Bis 1920 gehörte die Gemeinde Hohenkirch zum Kreis Briesen im Regierungsbezirk Marienwerder der Provinz Westpreußen des Deutschen Reichs.
Gegen Ende des Ersten Weltkriegs musste das Kreisgebiet mit Briesen aufgrund der Bestimmungen des Versailler Vertrags 1920 zum Zweck der Einrichtung des Polnischen Korridors an Polen abgetreten werden. Durch den Überfall auf Polen 1939 kam das entnommene Territorium des Polnischen Korridors  völkerrechtswidrig zum Deutschen Reich. Der Regierungsbezirk Marienwerder mit dem Kreis Briesen wurde dem Reichsgau Danzig-Westpreußen angegliedert, zu dem Hohenkirch bis 1945 gehörte.
Gegen Ende des Zweiten Weltkriegs besetzte im Frühjahr 1945 die Rote Armee die Region. Soweit Angehörige der deutschen Minderheit nicht geflohen waren, wurden sie in der darauf folgenden Zeit vertrieben.

### Kirche
1720 wurde eine erste evangelische Kirche aus Holz errichtet, die 1775 auf ein Fassungsvermögen von 300 Personen vergrößert wurde. 1868 bis 1869 wurde die Holzkirche durch den heutigen steinernen Bau im neoromanischen Stil ersetzt.
1863 entstand eine steinerne Kapelle der Baptisten, die jedoch 1945 zerstört wurde.

## Wirtschaft
Die Gemeinde hat einen durchgehend landwirtschaftlichen Charakter, wobei die 650 Bauernhöfe 79,6 % der Gemeindefläche einnehmen. Es überwiegt der Anbau von Zuckerrüben, Kartoffeln und verschiedenen Weizenarten. In der Tierzucht überwiegen Schweine und Rinder.

## Sport
Die Frauenfußball-Abteilung des GKS Zryw Książki spielte in den Saisons 2001/02 und 2002/03 in der polnischen 1. Liga.

## Sonstiges
An der Straße Ksiazki–Brudzawki steht heute ein Denkmal zum Gedenken an die 50 polnischen Einwohner, die am 8. September 1939 in der nahegelegenen Sandgrube durch SS-Einheiten ermordet wurden.
Gegenüber der Kirche befindet sich ein Soldatenfriedhof, auf dem die im Januar 1945 bei Kämpfen mit Deutschen gefallenen sowjetischen Soldaten begraben wurden.